# Marumba gaschkewitschii
Marumba gaschkewitschii là một loài bướm đêm thuộc họ Sphingidae. Nó được tìm thấy ở Đông Á (see subspecies section).

## Miêu tả
Sải cánh dài 70–92 mm.

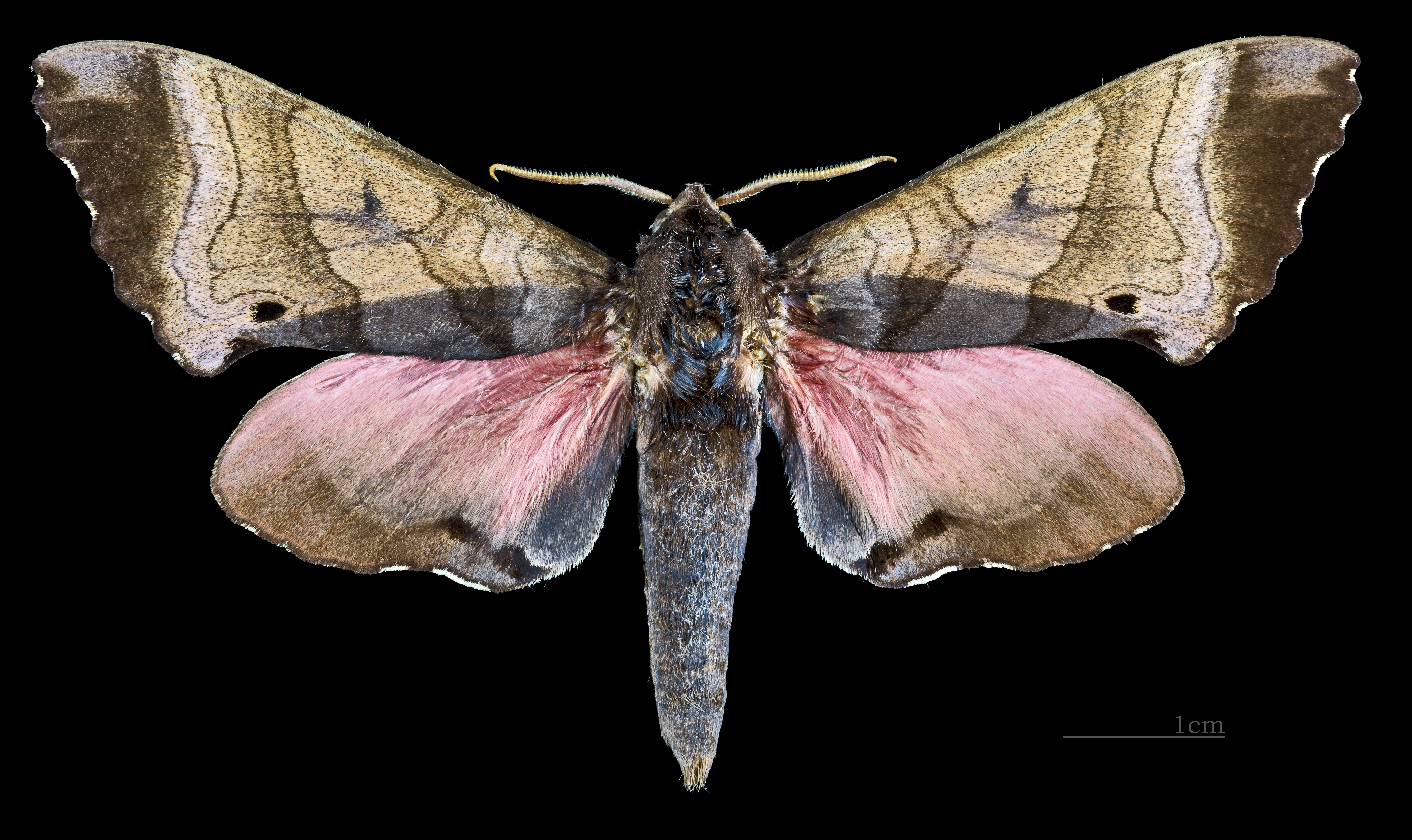
Marumba gaschkewitschii echephron ♂
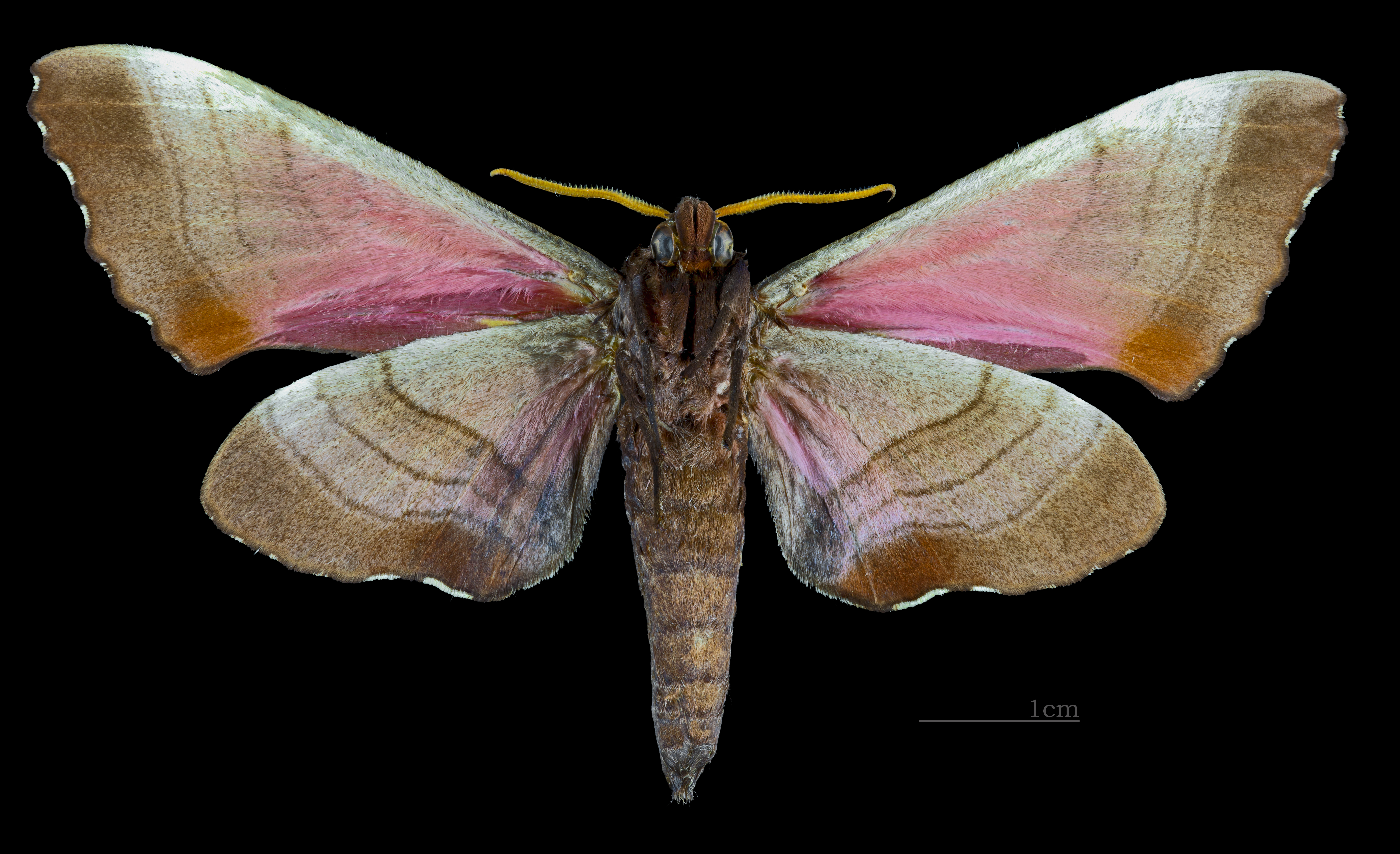
Marumba gaschkewitschii echephron ♂ △
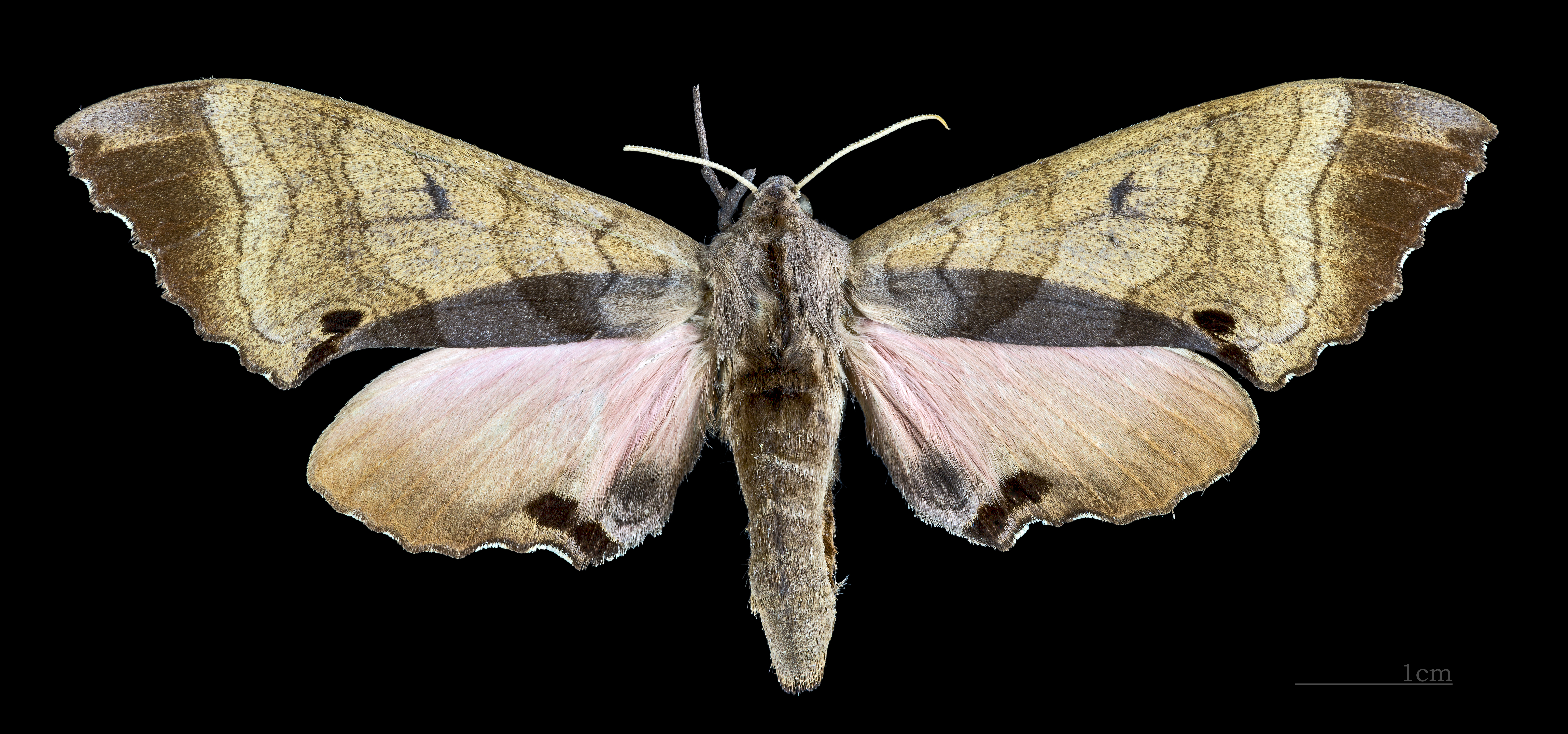
Marumba gaschkewitschii echephron ♀
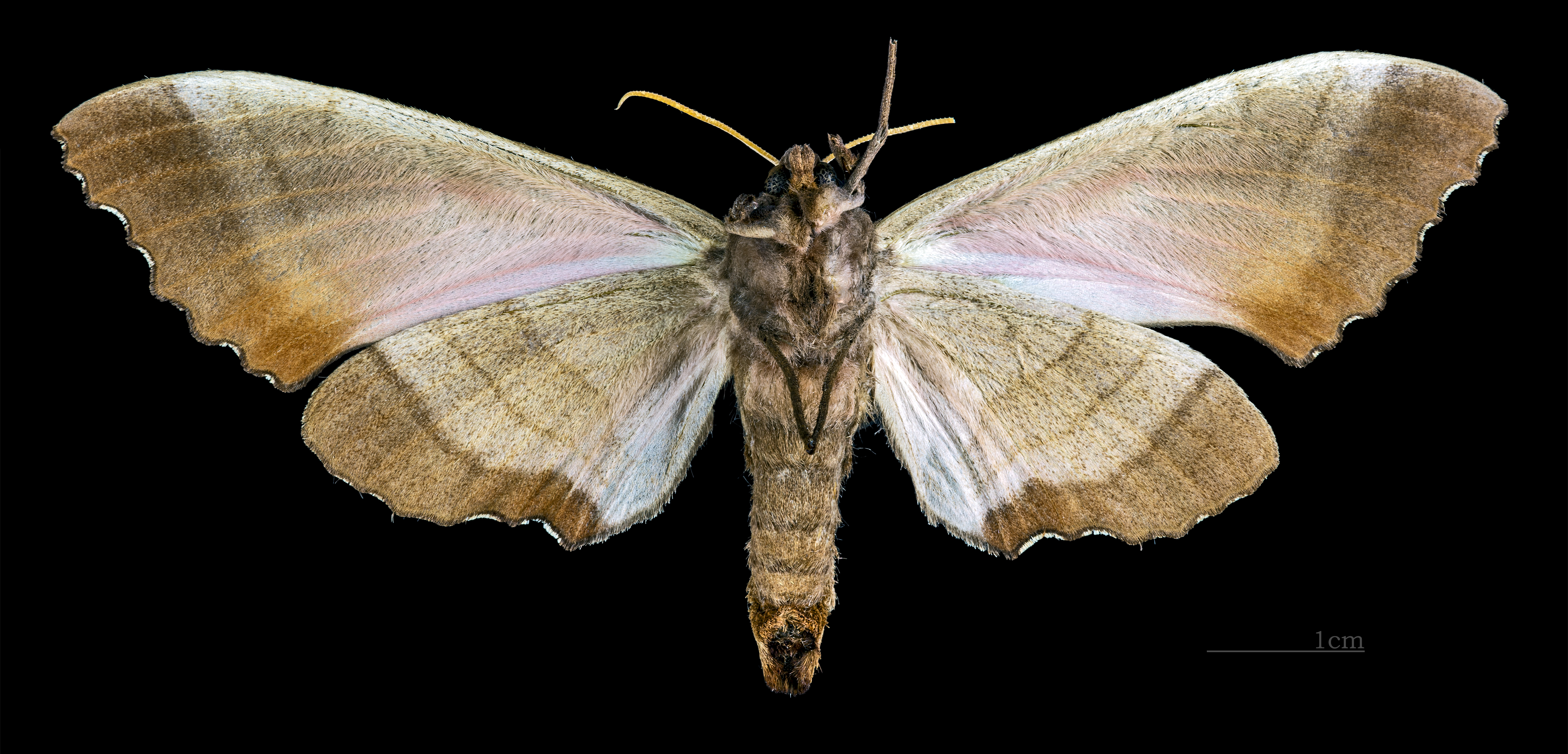
Marumba gaschkewitschii echephron ♀ △

## Sinh học
```
Con trưởng thành bay từ giữa tháng 5 đến cuối tháng 8 ở Triều Tiên. 
```

Có một đến 3 thế hệ một năm..
Ấu trùng ăn Eriobotrya japonica và various Malus, Prunus và Pyrus. 
Nó được xem là loài gây hại cho Prunus mume. Phần lớn cây chủ thuộc họ Rosaceae, nhưng cũng có ghi nhận ssp. irata ăn Salix. 
Và cũng có ghi nhận được xác nhận về loài này trên cây Ziziphus mauritiana và Prunus armeniaca.

## Phụ loài
- Marumba gaschkewitschii gaschkewitschii (vùng đất thấp miền đông Trung Quốc, từ Bắc Kinh và Sơ Đông phía nam đến sông Dương Tử)
- Marumba gaschkewitschii complacens (trung tây nam Trung Quốc, from Ninh Hạ và Thiểm Tây phía nam đến Tứ Xuyên, sau đó phía đông đến Thượng Hải, Triết Giang và Phúc Kiến và phía nam qua Quảng Đông, Hong Kong và Quảng Tây đến miền bắc Việt Nam)
- Marumba gaschkewitschii echephron (Nhật Bản (Hokkaido, Honshu, Shikoku, Kyushu, Tsushima, Yakushima))
- Marumba gaschkewitschii carstanjeni (tây nam Viễn Đông Nga, Khabarovsk Kray, Kamchatka; Primorskiy Kray, bán đảo Triều Tiên, đông bắc Trung Quốc, Hắc Long Giang, Jilin, Liaoning, Hebei, Bắc Kinh)
- Marumba gaschkewitschii irata (Nepal, qua đông bắc India và miền nam Tây Tạng to Vân Nam và miền bắc Việt Nam)
- Marumba gaschkewitschii gressitti (Nantou Hsien, Puli, Hualien Hsien, vườn quốc gia Taroko)
- Marumba gaschkewitschii discreta (Transbaikalia, Chita (Edinenie, sông Onon), trung và miền tây Mongolia (tỉnh Hovd), Övö-tỉnh Hangaj (Hovd), Vostochnyy Aimak)

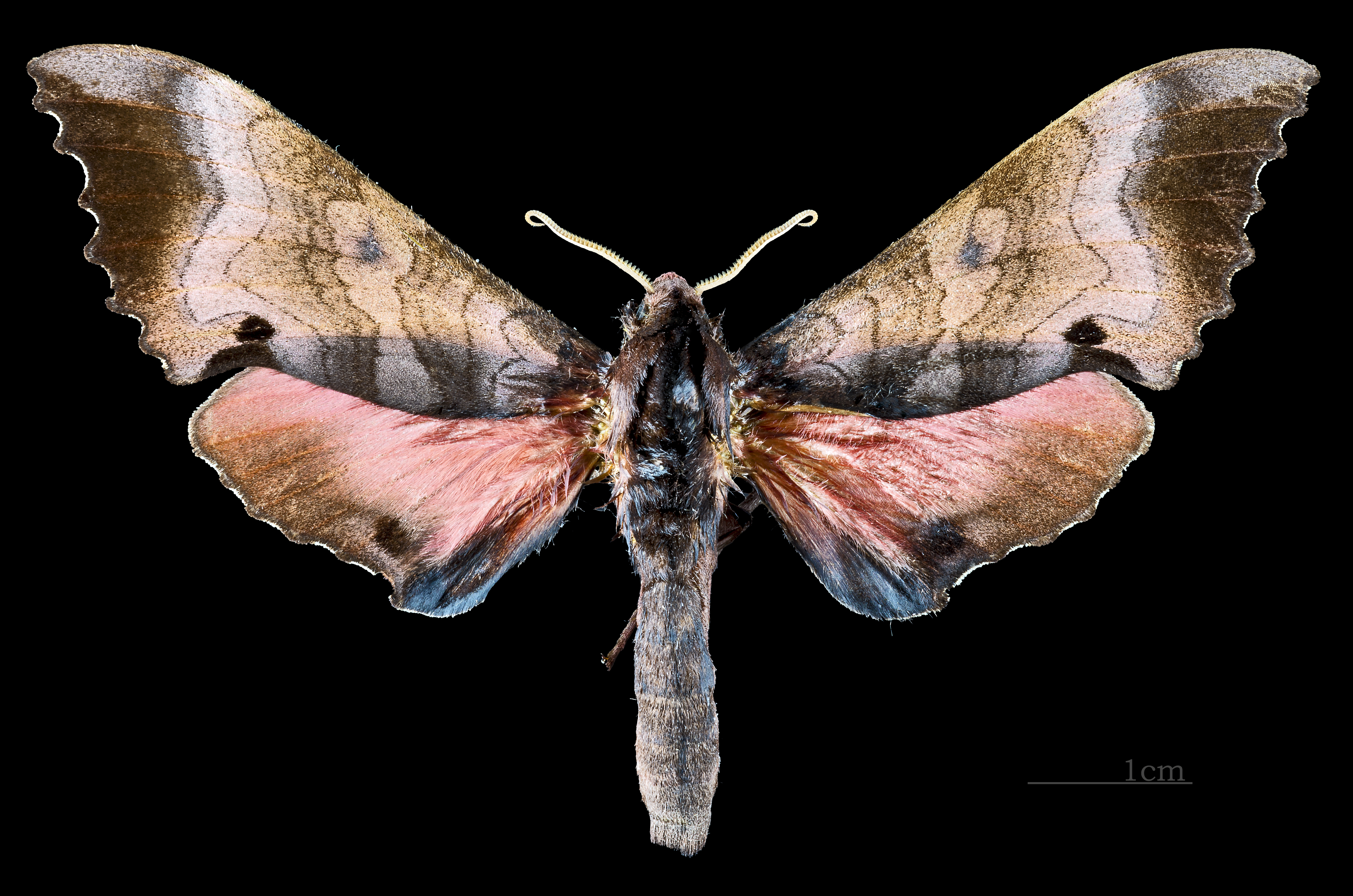
Marumba gaschkewitschii gressitti  ♂
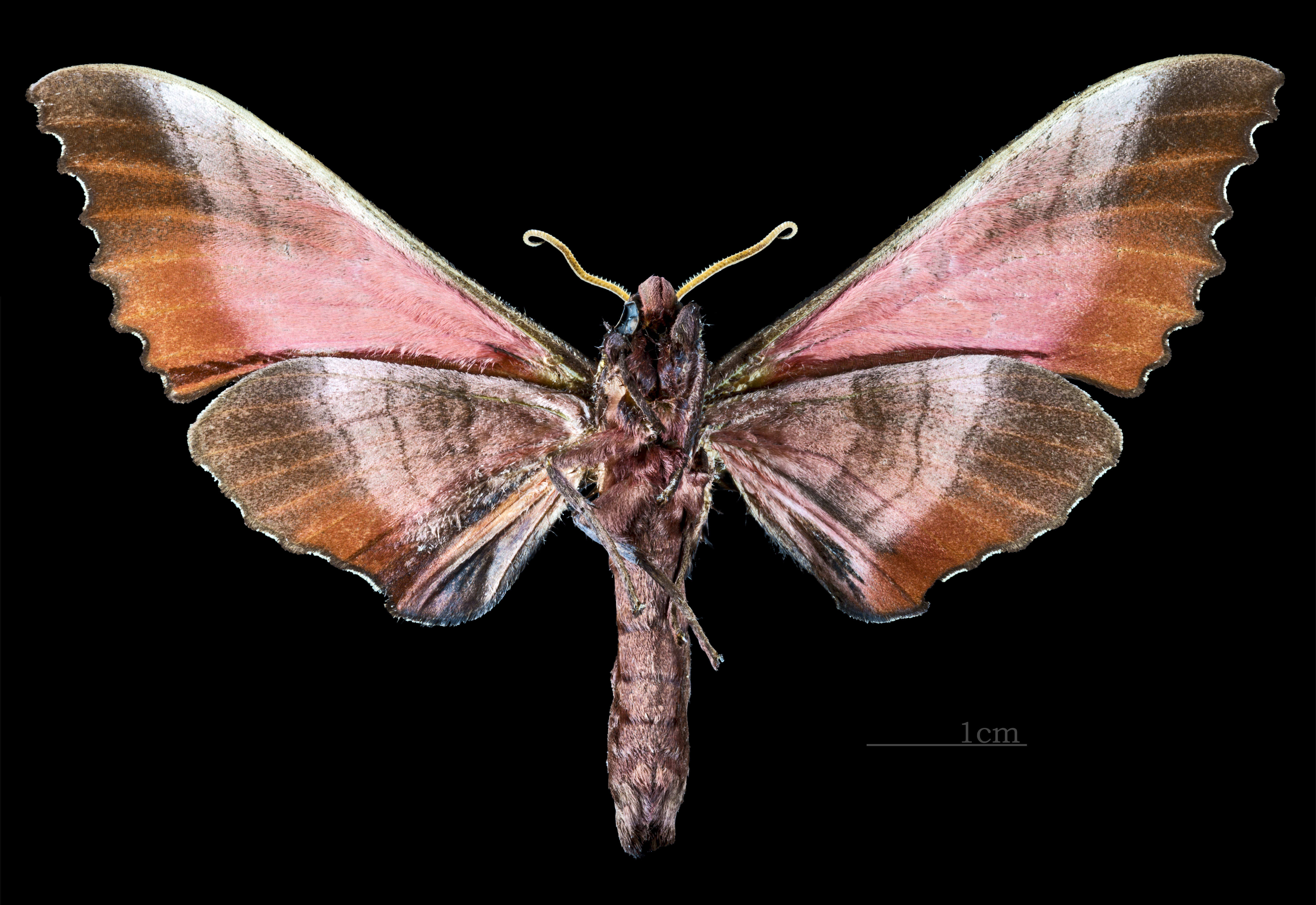
Marumba gaschkewitschii gressitti  ♂ △
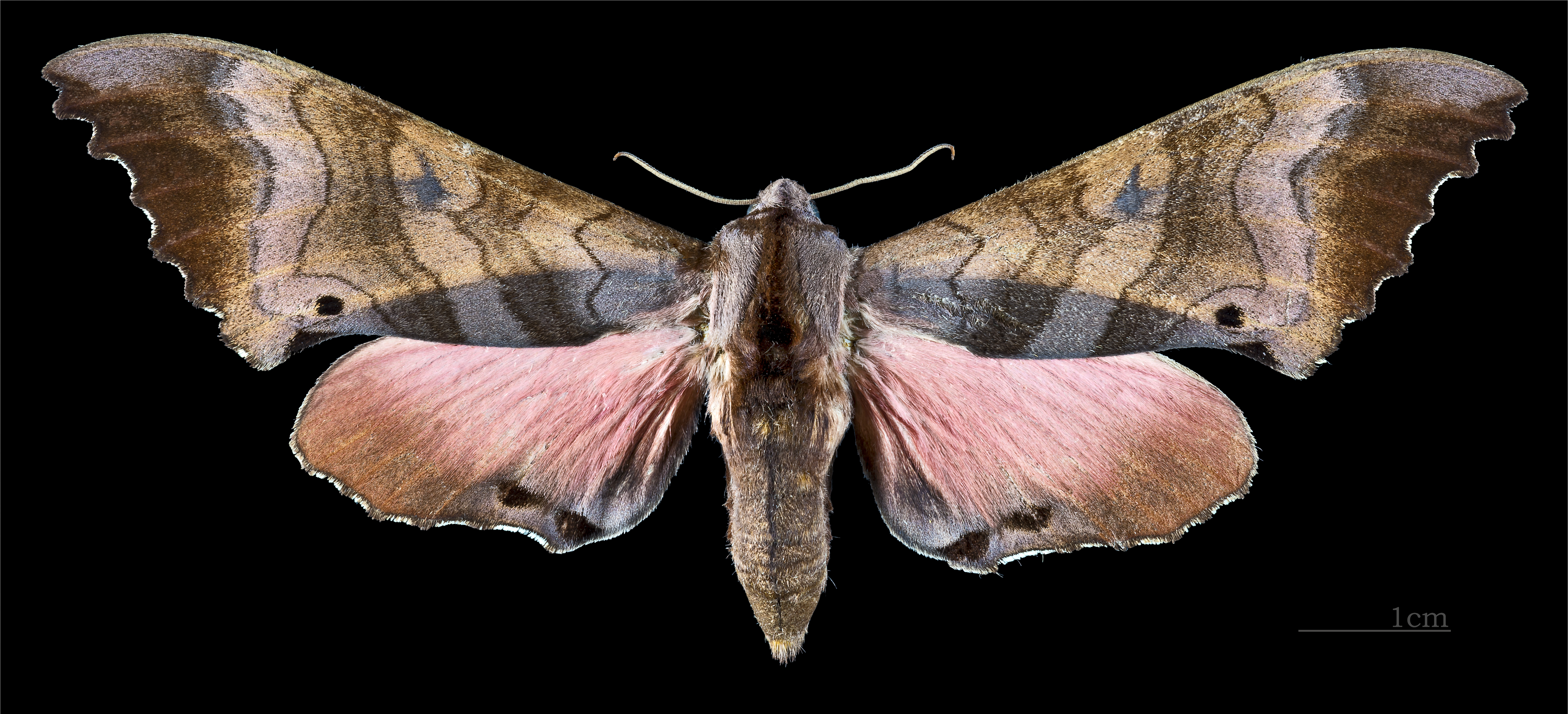
Marumba gaschkewitschii gressitti  ♀
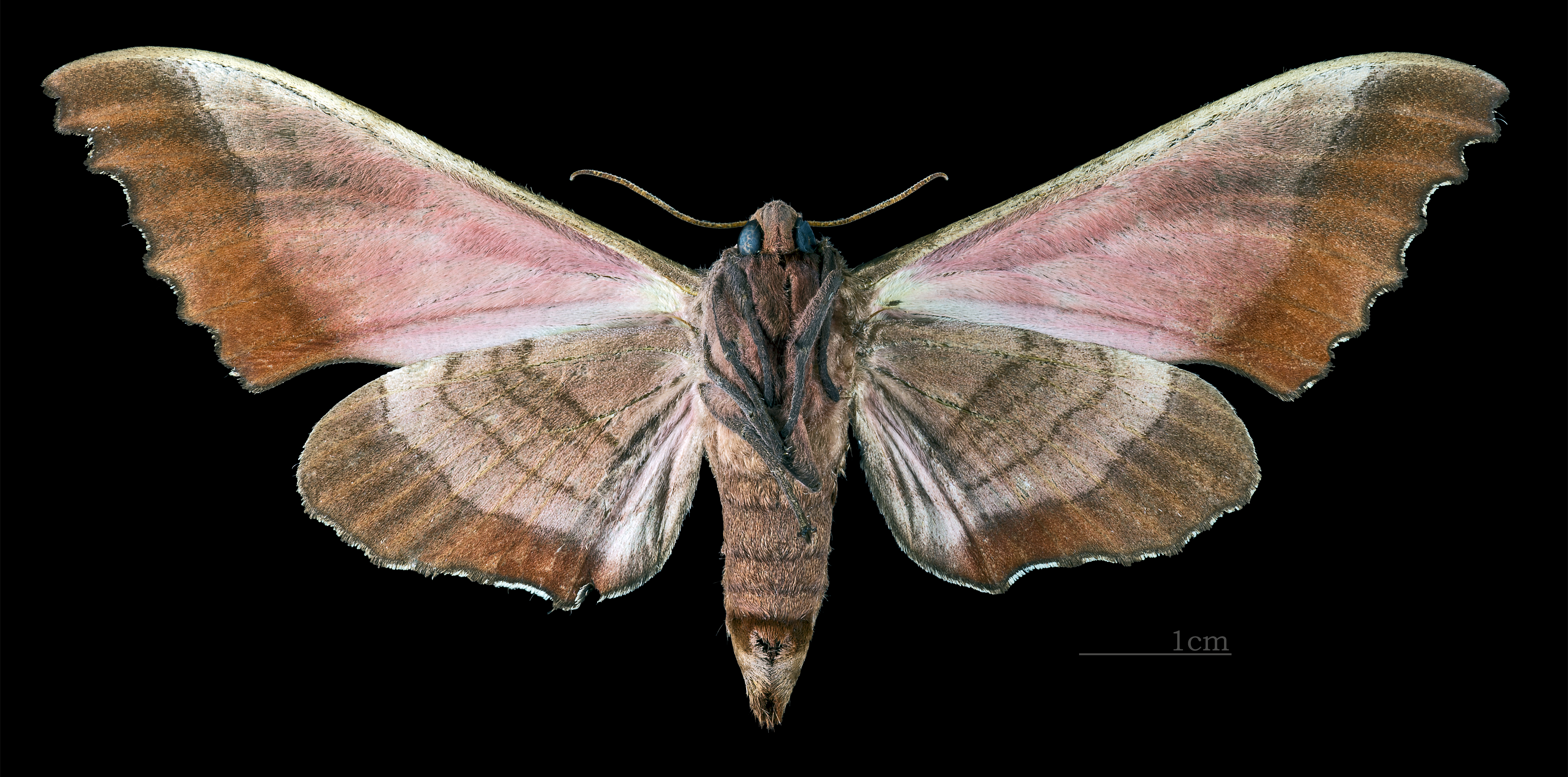
Marumba gaschkewitschii gressitti  ♀ △

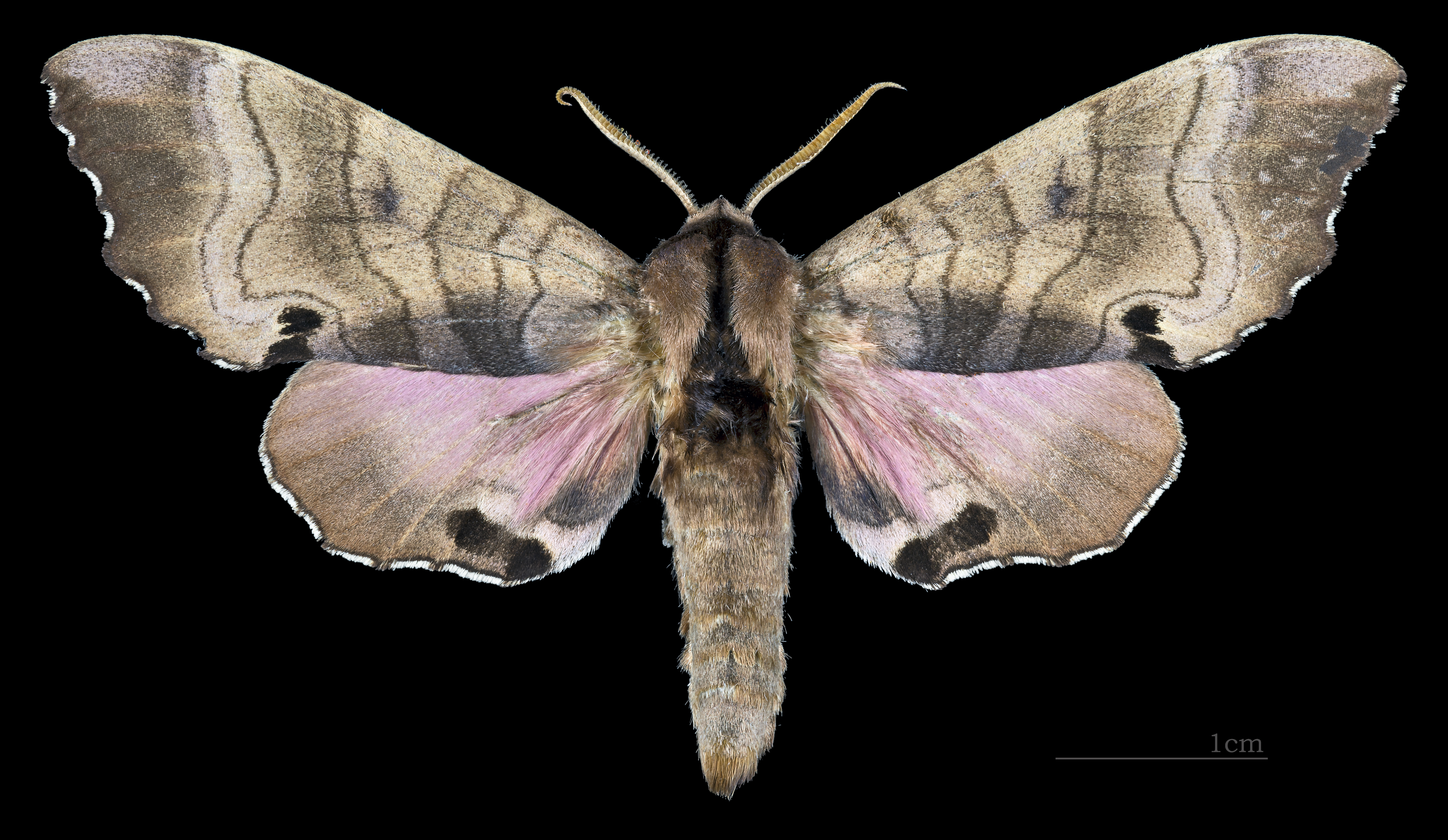
Marumba gaschkewitschii carstanjeni ♂
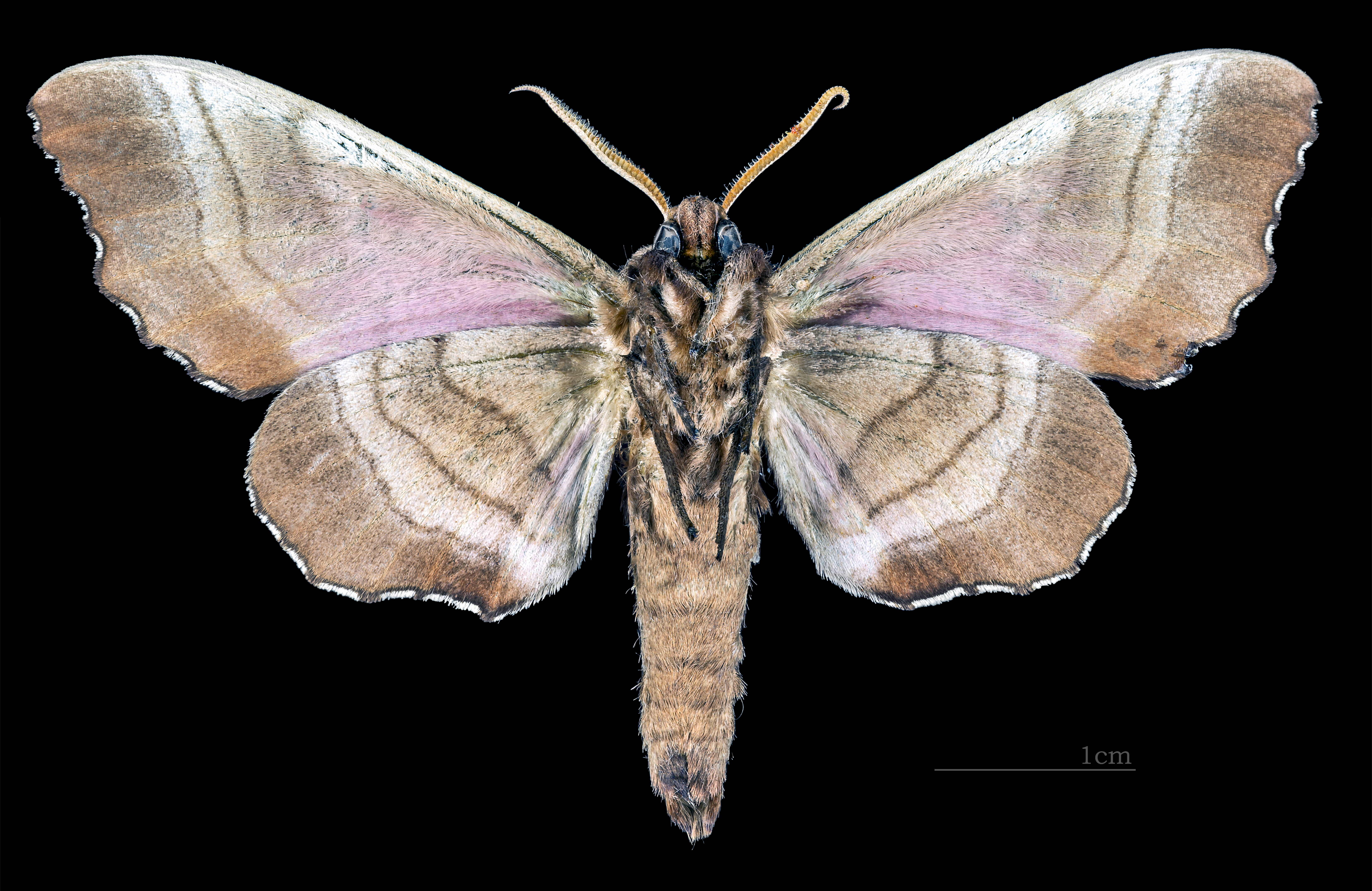
Marumba gaschkewitschii carstanjeni  ♂ △